# Порт Хьюстона
Порт Хьюстона (англ. Port of Houston) — 25-километровый комплекс, находящийся в Хьюстонском судоходном канале, на берегу Мексиканского залива, и обслуживающий ежегодно 8000 судов и 200000 барж. В 2015 году экспорт из порта составил 160,8 млн. тонн, импорт — 105,2 млн. тонн, а общий грузооборот — 265,9 млн. тонн, что ставит Хьюстонский порт на 2 место среди портов США по грузообороту. В денежном выражении грузооборот составляет $177,2 млрд (3 место среди портов США). На порт приходится 41 % обработки от всех грузов в Мексиканском заливе.
Порт был открыт в 1914 году президентом США Вудро Вильсоном, а через год был открыт хьюстонский судоходный канал.